# Microsema numicusaria
Microsema numicusaria là một loài bướm đêm trong họ Geometridae.